# قباق‌تپه (ترکمانچای)
قباق‌تپه، روستایی در دهستان اوچ‌تپه غربی بخش مرکزی شهرستان ترکمانچای در استان آذربایجان شرقی ایران است.

## جمعیت
بر پایه سرشماری عمومی نفوس و مسکن در سال ۱۳۹۵، جمعیت این روستا برابر با ۲۵۹ نفر (۸۰ خانوار) بوده است.